# Saint-Jean-de-Gonville
Saint-Jean-de-Gonville es una comuna francesa del departamento de Ain, en la región de Auvernia-Ródano-Alpes. Pertenece a la comunidad de comunas del Pays de Gex.

## Demografía
| 499 | 591 | 742 | 841 | 1 001 | 1 182 | 1 390 | 1 547 |
| Para los censos de 1962 a 1999 la población legal corresponde a la población sin duplicidades (Fuente: INSEE [Consultar]) |     |     |     |       |       |       |       |